# Karl Schulz (Landrat)
Karl Bernhard Schulz (* 26. August 1838 in Braunsberg; † nach 1874) war ein deutscher Landrat im Kreis Stallupönen.

## Leben
Als Sohn eines Arztes geboren, studierte Schulz nach dem Besuch des Gymnasiums in Braunsberg Rechtswissenschaften in Königsberg, Bonn und Berlin. Während seines Studiums wurde er 1856 Mitglied der Königsberger Burschenschaft Gothia. Nach dem Examen und dem Referendariat in Magdeburg und Potsdam wurde er 1869 Regierungsassessor. 1870 ging er nach Gumbinnen, 1874 nach Stallupönen, wo er Landratsverweser und später Landrat wurde.